# عروسی موریل
عروسی موریل (به انگلیسی: Muriel's Wedding) فیلمی محصول سال ۱۹۹۴ و به کارگردانی پی. جی. هوگان است. در این فیلم بازیگرانی همچون تونی کولت، بیل هانتر، ریچل گریفیتس، دانیل لاپاین، دنیل وایلی ایفای نقش کرده‌اند.